# Sharon van Rouwendaal
Sharon van Rouwendaal (Baarn, 9 settembre 1993) è una nuotatrice olandese medaglia d'oro nella 10 km di fondo alle Olimpiadi di Rio de Janeiro 2016 e Parigi 2024.

## Carriera
Reduce dai suoi primi successi a livello giovanile, con la medaglia d'oro vinta nei 1500 m sl e tre argenti conquistati nei 200 m sl, nei 400 m sl e negli 800 m sl durante gli europei di Belgrado 2008, Sharon van Rouwendaal ha fatto il suo debutto a livello senior ai successivi europei in vasca corta di Fiume 2008. Due anni più tardi, in occasione degli europei in vasca corta di Eindhoven 2010, ha vinto le sue prime medaglie con un doppio secondo posto nei 100 m dorso e nei 200 m dorso.
Si è riconfermata ad alti livelli vincendo la medaglia di bronzo ai mondiali di Shanghai 2011 nei 200 m dorso. In seguito ha preso parte alle Olimpiadi di Londra 2012 non riuscendo a raggiungere le finali nelle due distanze stile dorso; ha inoltre gareggiato nella staffetta 4x100 m misti giungendo con i Paesi Bassi al sesto posto e stabilendo il nuovo record olandese insieme alle compagne Moniek Nijhuis, Inge Dekker e Ranomi Kromowidjojo.
Nuotatrice versatile, Sharon van Rouwendaal è in grado di competere anche sulla distanza dei 5 km e dei 10 km in acque libere, specialità che le hanno fruttato due titoli europei ai campionati di Berlino 2014. Ai Giochi della XXXI Olimpiade a Rio de Janeiro conquista la medaglia d'oro nella 10 km. Agli europei di nuoto di Glasgow 2018 ha vinto la medaglia d'oro nella 5 chilometri a squadre, gareggiando coi compagni di nazionale Esmee Vermeulen, Pepijn Smits e Ferry Weertman. Tra il 2019 ed il 2024 conquista un oro e un argento olimpico, tre ori mondiali ed altrettanti ori europei.

## Palmarès
- Giochi olimpici

Rio de Janeiro 2016: oro nella 10 km.
Tokyo 2020: argento nella 10km.
Parigi 2024: oro nella 10km.
- Mondiali

Shanghai 2011: bronzo nei 200m dorso.
Kazan 2015: argento nella 10 km, nella 5 km a squadre e nei 400m sl.
Budapest 2017: argento nella 25 km.
Budapest 2022: oro nella 10 km e bronzo nei 25 km.
Fukuoka 2023: argento nella 5 km.
Doha 2024: oro nella 5 km e nella 10 km.
- Mondiali in vasca corta

Doha 2014: oro nella 4x200m sl, argento nei 400m sl e bronzo negli 800m sl.
- Europei di nuoto/fondo

Berlino 2014: oro nella 10 km e nella gara a squadre, argento nei 400m sl e nella 5 km.
Hoorn 2016: bronzo nella 5km.
Glasgow 2018: oro nella 5 km, nella 10km e nella gara a squadre, argento nella 25km.
Budapest 2020: oro nella 5 km e nella 10 km.
Roma 2022: oro nella 5 km.
- Europei in vasca corta

Eindhoven 2010: argento nei 100m dorso e nei 200m dorso.
Herning 2013: bronzo negli 800m sl.
Netanya 2015: bronzo negli 800m sl.
- Europei giovanili

Belgrado 2008: oro nei 1500m sl e argento nei 200m sl, nei 400m sl e negli 800m sl.
Praga 2009: oro nei 400m sl e bronzo nei 200m sl.

## Riconoscimenti
- LEN Award: 2014, 2016, 2018, 2021, 2022, 2024
- Atleta dell'anno World Aquatics: 2016, 2024
- Open Water Swimmer of the Year: 2014, 2016, 2018